# Borneo Architectuur Centrum

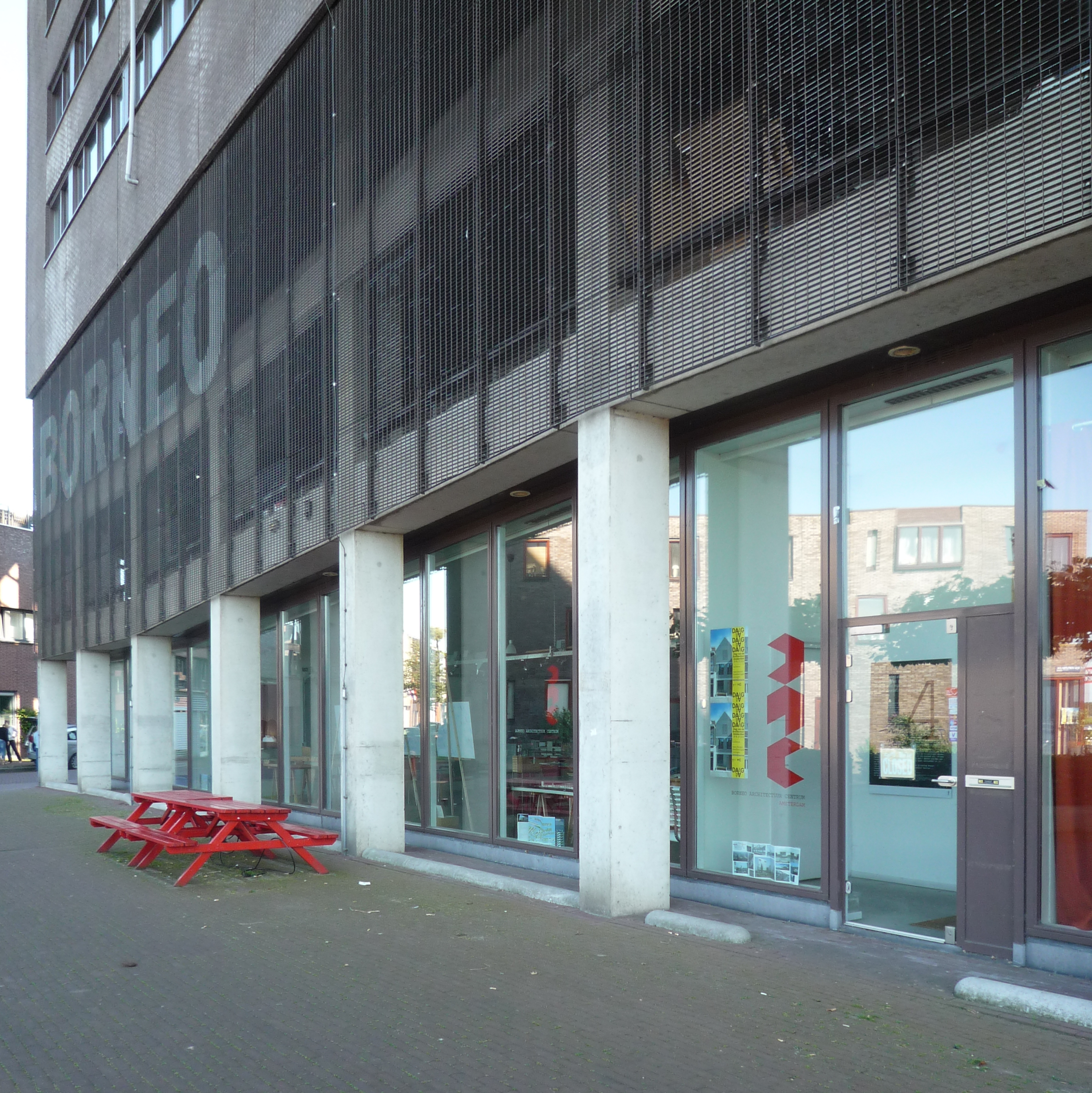
Voorgevel van het Borneo Architectuur Centrum.

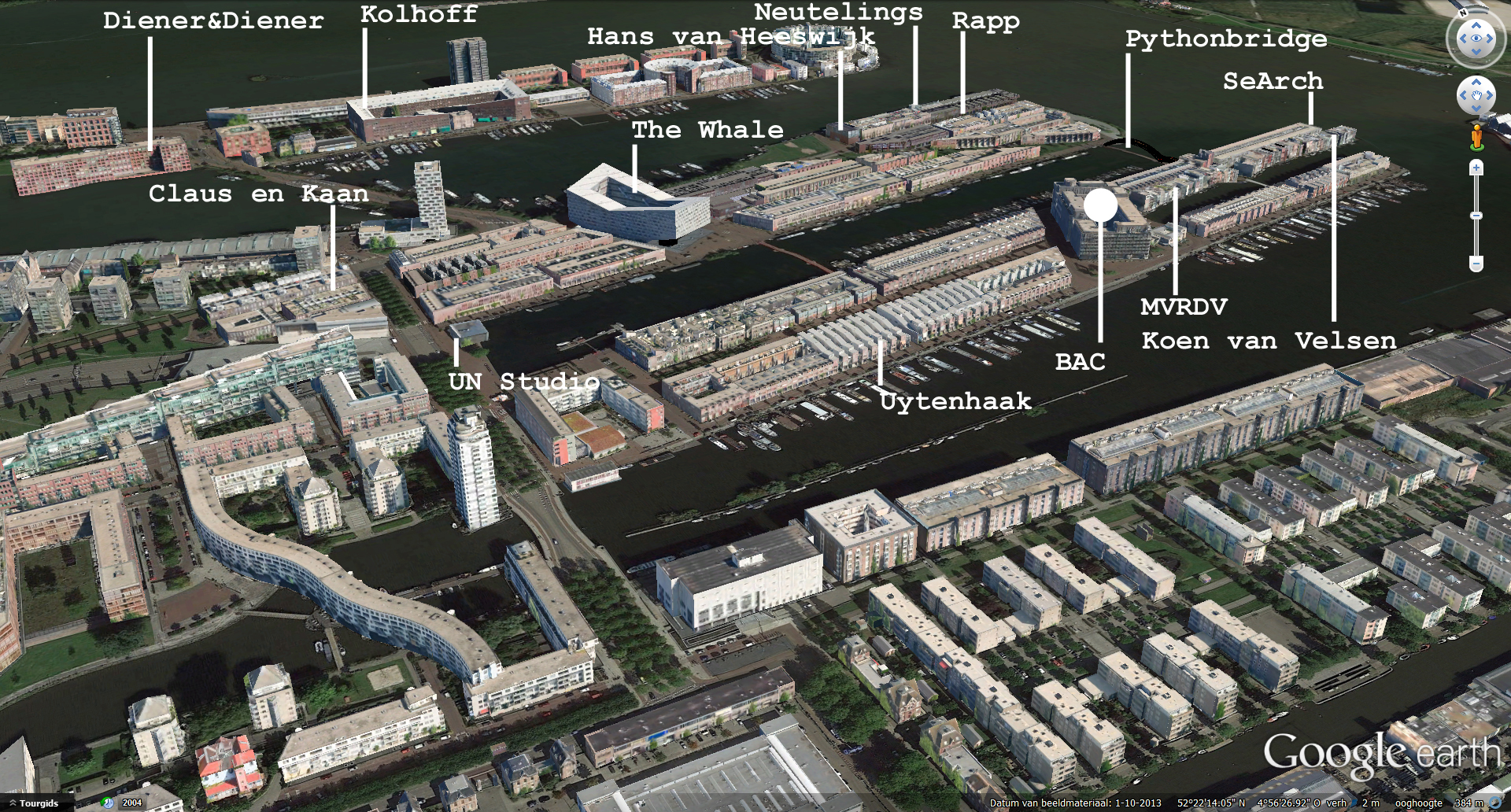
Overzicht van de architectuur van het Oostelijk Havengebied.

Het Borneo Architectuur Centrum (BAC) is een informatiecentrum voor de geschiedenis en architectuur van het Oostelijk Havengebied (OHG) in Amsterdam. Het BAC bevindt zich midden op het Borneo Eiland en opende zijn deuren op 1 september 2013 in het Pacman-gebouw van architect Koen van Velsen. In het BAC is een permanente tentoonstelling van de geschiedenis van het OHG te zien, van de transformatie naar woongebied en van de huidige architectuur en stedenbouw. Tevens zijn er steeds wisselende tentoonstellingen van kunst en architectuur die een binding hebben met de buurt of de architectuur. 

## Pacman
Het gebouw Pacman uit 1998 is ontworpen door Koen van Velsen. Het gebouw bestaat uit een hoog woongebouw rond een binnenplaats, met aan de noordzijde bedrijfsruimtes onder een parkeergarage. Het is geïnspireerd op de oude pakhuizen van het Oostelijk Havengebied.